# Tofua
Tofua (transcrit antigament com Amattafoa) és una illa i un volcà del regne de Tonga. Està situat a l'est del grup Ha'apai, a 26 km al nord-est de Kotu i 155 km al nord de Tongatapu. L'illa és la caldera d'un volcà actiu que sobresurt 507 m de l'aigua. L'illa té 8 km de diàmetre i a l'interior del cràter té un llac tancat de 4 km que només està a 20 m sobre el nivell del mar. La temperatura de l'aigua del llac és de 25 °C a l'hivern. La superfície total és de 55,63 km².
Quan va ser descobert, el 1774 per James Cook, estava en activitat. Les erupcions històriques registrades són dels anys: 1774, 1792, 1854, 1885, 1906 i 1958. Actualment el volcà segueix actiu amb fumarades intermitents al nord del llac. El 1854 el rei Tupou I va ordenar el trasllat dels habitants de Tofua a l'illa Kotu. Alguns van anar tornant i avui hi ha dues viles. En el cens del 1996 es registraven 5 habitants permanents. Ocasionalment rep les visites d'aventurers atrets per l'escalada i l'experiència de banyar-se en el llac d'un cràter actiu.
En aigües de Tofua es va produir l'amotinament del HMS Bounty quan tornava de Tahití el 1789. El capità William Bligh i els seus seguidors van ser abandonats en una barca. Van intentar desembarcar a Tofua però van ser atacats pels indígenes. Des d'aquí van fer un viatge èpic de 6.500 km fins a l'illa de Timor.
Tofua ja no està habitat, però s'utilitza per a l'agricultura, concretament per al cultiu de kava. Les poques persones que es queden ocasionalment a l'illa amb aquesta finalitat utilitzen les barraques del poble abandonat de Manaka.
Entre el 2008 i 2009 l'aventures suís Xavier Rosset va passar deu mesos sol a l'illa. Acompanyat d'una càmara, va convertir el seu esforç de supervivència en un documental anomenat 300 Days Alone.